# Go-Sai Tennō
Go-Sai Tennō (後西天皇?), también llamado Go-Saiin Tennō (後西院天皇?) (1 de enero de 1638 - 22 de marzo de 1685) fue el 111° emperador de Japón, de acuerdo al orden tradicional de sucesión. Reinó del 5 de enero de 1655 hasta el 5 de marzo de 1663. Su nombre personal era Nagahito (良仁) y su título era Hide-no-miya' (秀宮).

## Genealogía
Fue el octavo hijo del Go-Mizunoo Tennō. Tuvo al menos 28 hijos.
- Princesa Akiko (明子女王) - Primera hija del Príncipe Imperial Takamatsu-no-miya Yoshihito (高松宮好仁親王)
  - Primera hija: Princesa imperial ?? (誠子内親王)
  - Primer hijo: Príncipe Hachijō-no-miya Nagahito (八条宮長仁親王) - Cuarto Hachijō-no-miya
- Seikanji ?? (清閑寺共子) 
  - Segundo hijo: Príncipe imperial Arisugawa-no-miya Yukihito (有栖川宮幸仁親王) - tercer Arisugawa-no-miya
  - Segunda hija: Ni-no-miya (二宮)
  - Tercera hija: Princesa Sōei (宗栄女王)
  - Cuarta hija: Princesa ?? (尊秀女王)
  - Cuarto hijo: Príncipe Yoshinobu (義延法親王) (Sacerdote Budista)
  - Sexta hija: Enkōin-no-miya (円光院宮)
  - Quinto hijo: Príncipe Tenshin (天真法親王) (Sacerdote Budista)
  - Séptima hija: Kaya-no-miya (賀陽宮)
  - Décima hija: Princesa imperial ?? (益子内親王)
  - Undécima hija: Princesa ?? (理豊女王)
  - Decimotercera hija: Princesa ?? (瑞光女王)
- Consorte: hija  de Iwakura ?? (岩倉具起) 
  - Tercer hijo: Príncipe ?? (永悟法親王)
- Consorte: hija de Tominokōji Yorinao (富小路頼直) 
  - Quinta hija: Tsune-no-miya (常宮)
- Consorte: Umenokōji ?? (梅小路定子) 
  - Octava hija: ?? (香久宮)
  - Novena hija: Princesa ?? (聖安女王)
  - Sexto hijo: Príncipe ?? (公弁法親王) (Sacerdote Budista)
  - Séptimo hijo: Príncipe imperial ?? (道祐入道親王)
  - Octavo hijo: Príncipe imperial Hachijō-no-miya Naohito (八条宮尚仁親王) - Quinto Hachijō-no-miya
  - Duodécima hija: Princesa ?? (理豊女王)
  - Decimocuarta hija: Princesa  ?? (尊杲女王)
  - Decimoquinta hija: Princesa ?? (尊勝女王)
  - Undécimo hijo: Príncipe ?? (良応法親王) (Sacerdote Budista)
- Consorte: hija de Takatsuji Toyonaga 
  - Noveno hijo: ?? (道尊法親王) (Sacerdote Budista)
- consorte: hija de Matsuki ?? (松木宗条) 
  - Décimo hijo:
- Consorte: desconocida
  - Decimosexta hija: ?? (涼月院)

## Nombre
El emperador Go-Sai no podía pasar el trono a sus descendientes. Por esta razón fue llamado como el Emperador Go-Saiin, que era un nombre alterno del Emperador Junna, quien siguió el mismo camino. Este emperador fue llamado también 'Saiin no mikado' (西院の帝), o "Emperador del Palacio Occidental". Durante la era Meiji, el nombre se convirtió apenas en Go-Sai.

## Vida
Inicialmente casado con la hija del primer Takamatsu-no-miya Yoshihito (高松宮好仁親王), lo sucedió como segundo Takamatsu-no-miya. Cuando su hermano mayor, el Emperador Go-Kōmyō murió el 5 de enero de 1655, el Príncipe Nagahito se convirtió en el Emperador Go-Sai como una medida temporal, hasta que su hermano menor, el Príncipe Imperial Satohito (識仁親王), quien había sido adoptado por su hermano mayor, el Emperador Go-Kōmyō, podría volverse lo suficiente mayor.
El 5 de marzo de 1663, abdicó en favor del Príncipe Imperial Satohito, que tenía ya 10 años.
Poniendo su corazón en la erudición, dejó atrás muchos libros, incluyendo "la Colección del Agua y del Sol (Suinichishū, 水日集). También era talentoso en el waka, tenía un profundo entendimiento de las obras clásicas.
Durante su reinado, debido a los grandes incendios en el Gran Santuario de Ise, el Castillo de Osaka, y el Palacio Imperial, entre otros, el gran incendio de Meireki, los terremotos en la región y a las repetidas inundaciones, mucha gente culpó al emperador, diciendo que carecía de virtud moral. Falleció en 1685. 

## Eras de su reinado
- Jōō
- Meireki
- Manji
- Kanbun